# 奧利維爾·德·克索松
奧利維爾·德·克索松（法語：Olivier de Kersauson，1943年1月2日—）出生於法國羅亞爾河地區大區薩特省的博內塔布勒，是一位航海家。

## 生平
他從小接觸過海童軍之後，開始在莫爾萊接觸海上運動，十幾歲的時候，在濱海拉特里尼泰開始掌舵駕駛帆船。年少時就已經和政治人物尚-馬里·勒朋有交情。1964年遇到當時著名的航海家艾瑞克·塔巴利，在他的建議之下加入法國國家海軍服役，之後兩人成為很好的海上搭檔，一直到1974年他開始進入獨立職業運動生涯。
剛開始參賽的幾年成績並不理想，直到1980年後期才陸續開始斬獲成績，大致紀錄如下：
- 1989年：使用23公尺的三體帆船，以125天19小時32分33秒完成獨自環遊世界[3]。
- 1997年：使用27.4公尺的三體船，用71天14小時22分贏得比賽。
- 2004年：使用33.8公尺的三體船，用63天13小時 59分鐘贏得比賽。
- 2005年：用時4天19小時31分，創下洛杉磯到檀香山橫渡太平洋的紀錄[4]。
- 2006年：用時14天22小時40分鐘，寫下舊金山到日本橫濱的最快紀錄。

2018年宣布自己罹患肺癌，迄今仍然健在。

## 受獎
- 1994年  法國國家功績勳章
- 1997年  法國榮譽軍團勳章
- 2017年  海事功績勳章
- 2022年：取得法國海軍學院（法语：Académie de marine）的榮譽職[6]。